# If U Were My Man
„If U Were My Man” jest piosenką pop stworzoną przez Troya Samsona na debiutancki album Sarah Connor, „Green Eyed Soul” (2001). Utwór został wyprodukowany przez Bülenta Arisa oraz wydany jako czwarty i ostatni singel z krążka. Piosenka jest jedyną, która nie ukazała się w rodzinnym kraju wokalistki, Niemczech.
Początkowo planowano, iż utwór zostanie wydany jako pierwszy singel z albumu zamiast „Let’s Get Back to Bed – Boy!”, jednak w ostatniej chwili wycofano się z tego planu.
Mimo iż singel ukazał się w Finlandii i Polsce, nie odniósł sukcesu, nie zajmując pozycji na notowaniach w obu krajach. Krążek z utworem w Finlandii ukazał się 8 lipca 2002; w Polsce natomiast premierę w ostatniej chwili wycofano z nieznanych przyczyn.

## Formaty i lista utworów singla
CD singel
1. „If U Were My Man” (Wersja pop)
2. „If U Were My Man” (Wersja albumowa)

Wycofany polski promocyjny CD singel
1. „If U Were My Man”

## Pozycje na listach
| Lista przebojów (2002)        | Najwyższa pozycja |
| ----------------------------- | ----------------- |
| [A] Polska (Airplay Regional) | 1                 |

Adnotacje
- A ^ Notowanie Airplay.